# ليزا ريان
ليزا ريان (بالإنجليزية: Liza Ryan)‏ هي مصورة أمريكية، ولدت في 1965 في نورفك في المملكة المتحدة.